# Fisicalismo
El fisicalismo, en filosofía, es la visión de que «todo es físico», que no hay «nada además» de lo físico, o que todo sobreviene sobre lo físico. Se opone al idealismo, según el cual el mundo surge de la mente. El fisicalismo es una forma de monismo ontológico: una visión de «una sustancia» de la naturaleza de la realidad, a diferencia de las visiones de «dos sustancias» (dualismo mente-cuerpo) o de «muchas sustancias» (pluralismo). Tanto la definición de «físico» como el significado del fisicalismo han sido objeto de debate.
El fisicalismo está estrechamente relacionado con el materialismo y ha evolucionado a partir de éste con los avances en las ciencias físicas en la explicación de los fenómenos observados. Los términos «fisicalismo» y «materialismo» a menudo se usan indistintamente, pero pueden distinguirse según sus implicaciones filosóficas. El fisicalismo engloba la materia, pero también la energía, las leyes físicas, elespacio, el tiempo, la estructura, los procesos físicos, la información, el estado y las fuerzas, entre otras cosas, tal como lo describen la física y otras ciencias, como parte de lo físico en un sentido monista. Desde una perspectiva fisicalista, incluso conceptos abstractos como las matemáticas, la moralidad, la conciencia, la intencionalidad y el significado se consideran entidades físicas, aunque puedan consistir en un gran objeto ontológico y una estructura causalmente compleja.
Según una encuesta de 2020, el fisicalismo es la opinión mayoritaria entre los filósofos, pero también sigue existiendo una oposición significativa al fisicalismo.
Dentro de la filosofía de la ciencia, el fisicalismo también puede referirse a la preferencia o punto de vista de que la física debe considerarse la mejor y única forma de expresar la verdad sobre el mundo o la realidad.

## Definición de fisicalismo en filosofía
La palabra «fisicalismo» fue introducida en la filosofía en la década de 1930 por Otto Neurath y Rudolf Carnap, pero es importante remarcar que no en el sentido en que se presenta en este artículo (no como la tesis metafísica «todo es físico»), sino como la tesis semántica de que todo enunciado científico significativo es traducible como un enunciado físico.
El uso de «físico» en el fisicalismo es un concepto filosófico y puede distinguirse de otras definiciones alternativas que se encuentran en la literatura (por ejemplo, Karl Popper definió una proposición física como aquella que puede, al menos en teoría, ser negada por la observación). Una «propiedad física», en este contexto, puede ser una combinación metafísica o lógica de propiedades que son físicas en el sentido ordinario. Es habitual expresar la noción de «combinación metafísica o lógica de propiedades» mediante la noción de superveniencia: Se dice que una propiedad A sobreviene a una propiedad B si cualquier cambio en A implica necesariamente un cambio en B. Dado que cualquier cambio en una combinación de propiedades debe consistir en un cambio en al menos una de las propiedades componentes, vemos que la combinación sobreviene a las propiedades individuales. El punto de esta extensión es que los fisicalistas usualmente suponen la existencia de varios conceptos abstractos que no son físicos en el sentido ordinario de la palabra; así que el fisicalismo no puede ser definido de una manera que niegue la existencia de estas abstracciones. Además, el fisicalismo definido en términos de superveniencia no implica que todas las propiedades del mundo real sean idénticas en tipo a las propiedades físicas. Por tanto, es compatible con la realización múltiple.
A partir de la noción de superveniencia, se puede ver que, asumiendo que las propiedades mentales, sociales y biológicas sobrevienen a las propiedades físicas, dos mundos hipotéticos no pueden ser idénticos en sus propiedades físicas pero diferir en sus propiedades mentales, sociales o biológicas.
Dos enfoques comunes para definir el «fisicalismo» son los enfoques basados en teoría y basados en objetos. La concepción basada en teoría del fisicalismo propone que «una propiedad es física si y sólo si es el tipo de propiedad del que nos habla la teoría física o bien es una propiedad que metafísicamente (o lógicamente) sobreviene al tipo de propiedad que la teoría física nos habla». De manera similar, la concepción basada en objetos afirma que «una propiedad es física si y sólo si: es el tipo de propiedad requerida por una explicación completa de la naturaleza intrínseca de los objetos físicos paradigmáticos y sus constituyentes, o bien es una propiedad que metafísicamente (o lógicamente) sobreviene sobre el tipo de propiedad requerida por una explicación completa de la naturaleza intrínseca de los objetos físicos paradigmáticos y sus constituyentes».
Los fisicalistas han optado tradicionalmente por una caracterización «basada en la teoría» de lo físico, ya sea en términos de la física actual o de una física futura (ideal). Estas dos concepciones de lo físico basadas en la teoría representan ambos extremos del dilema de Hempel (llamado así por el difunto filósofo de la ciencia y empirista lógico Carl Gustav Hempel): un argumento en contra de las comprensiones basadas en la teoría de lo físico. En términos generales, el dilema de Hempel es que si definimos lo físico en referencia a la física actual, entonces es muy probable que el fisicalismo sea falso, como es muy probable (por metainducción pesimista) que gran parte de la física actual sea falsa. Pero si, en cambio, definimos lo físico en términos de una física futura (ideal) o completada, entonces el fisicalismo es irremediablemente vago o indeterminado.
Si bien sigue siendo cuestionada la fuerza del dilema de Hempel contra las concepciones de lo físico basadas en la teoría, también se han propuesto concepciones alternativas de lo físico «no basadas en la teoría». Frank Jackson, por ejemplo, ha argumentado a favor de la concepción de lo físico «basada en los objetos» antes mencionada. Una objeción a esta propuesta, que Jackson señaló, es que si resulta que el panpsiquismo o el panprotopsiquismo es verdadero, entonces tal comprensión no materialista de lo físico da el resultado contraintuitivo de que el fisicalismo también es verdadero, ya que tales propiedades figurarán en un relato completo de ejemplos paradigmáticos de lo físico.
David Papineau y Bárbara Montero han avanzado y posteriormente defendido una caracterización de lo físico «vía negativa». La esencia de la estrategia de la vía negativa es entender lo físico en términos de lo que no es: lo mental. En otras palabras, la estrategia vía negativa entiende lo físico como «lo no mental». Una objeción a la concepción vía negativa de lo físico es que (al igual que la concepción basada en los objetos) carece de recursos para distinguir el monismo neutral (o panprotopsiquismo) del fisicalismo. Además, Restrepo sostiene que esta concepción de lo físico hace que las entidades no físicas centrales de la metafísica no fisicalista, como Dios, las almas cartesianas y los números abstractos, sean físicas y, por lo tanto, falsas o trivialmente verdaderas: «Dios es no-mental-y-no-biológicamente identificable como la cosa que creó el universo. Suponiendo que el emergentismo sea verdadero, las propiedades emergentes no físicas son no-mentales-y-no-biológicamente identificables como efectos no lineales de ciertos arreglos de la materia. El alma cartesiana inmaterial es no-mental-y-no-biológicamente identificable como una de las cosas que interactúan causalmente con ciertas partículas (coincidente con la glándula pineal). El número ocho platónico es no-mental-y-no-biológicamente identificable como el número de planetas que orbitan alrededor del Sol».

### Definiciones basadas en la superveniencia del fisicalismo
Adoptando una explicación de lo físico basada en la superveniencia, la definición de fisicalismo como «todas las propiedades son físicas» puede reducirse a:
(1) El fisicalismo es verdadero en un mundo posible w si y sólo si cualquier mundo que sea un duplicado físico de w también sea un duplicado simpliciter de w.
Aplicado al mundo actual (nuestro mundo), (1) sostiene que el fisicalismo es verdadero en el mundo real si y sólo si en cada mundo posible en el que se ejemplifican las propiedades y leyes físicas del mundo real, también se instancian las propiedades no físicas (en el sentido ordinario de la palabra) del mundo actual. Por usar una metáfora de Saul Kripke, la verdad del fisicalismo en el mundo actual implica que una vez que Dios ha instanciado o «fijado» las propiedades y leyes físicas de nuestro mundo, entonces la obra de Dios está hecha; el resto viene «automáticamente».
Sin embargo, (1) no logra capturar ni siquiera una condición necesaria para que el fisicalismo sea verdadero en un mundo w. Para ver esto, imaginemos un mundo en el que sólo existen propiedades físicas; si el fisicalismo es cierto en cualquier mundo, también lo es en éste. Pero se pueden concebir duplicados físicos de tal mundo que no sean también duplicados simpliciter del mismo: mundos que tengan las mismas propiedades físicas que el imaginado, pero con alguna propiedad o propiedades adicionales. Un mundo podría contener un «ectoplasma epifenoménico», alguna experiencia pura adicional que no interactúa con los componentes físicos del mundo y que no es necesaria para ellos (no sobreviene sobre ellos). Para manejar el problema epifenoménico del ectoplasma, (1) puede modificarse para incluir una cláusula de «es todo» o de «totalidad» o restringirse a propiedades «positivas». Adoptando la primera sugerencia, podemos reformular (1) de la siguiente manera:
(2) El fisicalismo es verdadero en un mundo posible w si y sólo si cualquier mundo que sea un duplicado físico mínimo de w es un duplicado simpliciter de w.
Aplicado de la misma manera, (2) es la afirmación de que el fisicalismo es verdadero en un mundo posible w si y sólo si cualquier mundo que sea un duplicado físico de w (sin cambios adicionales) también es un duplicado sin calificación de w. Esta definición permite que un mundo en el que sólo hay propiedades físicas se cuente como un mundo en el que el fisicalismo es verdadero, ya que los mundos en los que hay algo adicional no son duplicados físicos «mínimos» de tal mundo, ni son duplicados físicos mínimos de mundos que contienen algunas propiedades no físicas que están metafísicamente necesitadas por lo físico.
Pero mientras que (2) resuelve el problema de los mundos en los que hay algo adicional (a veces llamado el «problema del ectoplasma epifenoménico»), enfrenta un desafío diferente: el «problema de los bloqueadores». Imaginemos un mundo w1 donde la relación entre las propiedades físicas y no físicas en este mundo es ligeramente más débil que la necesidad metafísica, de modo que un tipo de interviniente no físico —«un bloqueador»—podría, si existiera en w1, evitar que las propiedades no físicas en w1 se instancien mediante la instanciación de las propiedades físicas en w1. Dado que (2) descarta mundos que son duplicados físicos de w1 y que también contienen intervinientes no físicos debido a la cláusula de minimalidad o «es todo lo que hay», (2) da el resultado (presuntamente) incorrecto de que el fisicalismo es verdadero en w1. Una respuesta a este problema es abandonar (2) en favor de la posibilidad mencionada anteriormente en la que las formulaciones del fisicalismo basadas en la superveniencia se restringen a lo que David Chalmers llama «propiedades positivas». Una propiedad positiva es aquella que «si se instancia en un mundo W, también se instancia por el individuo correspondiente en todos los mundos que contienen a W como una parte propia». Siguiendo esta sugerencia, podemos formular el fisicalismo de la siguiente manera:
(3) El fisicalismo es verdadero en un mundo posible w si y sólo si cualquier mundo que sea un duplicado físico de w es un duplicado positivo de w.
(3) parece capaz de manejar tanto el problema del ectoplasma epifenoménico como el problema de los bloqueadores. Con respecto al primero, (3) da el resultado correcto de que un mundo puramente físico es aquel en el que el fisicalismo es verdadero, ya que los mundos en los que hay alguna cosa extra son duplicados positivos de un mundo puramente físico. Con respecto al segundo, (3) parece tener la consecuencia de que los mundos en los que hay bloqueadores son mundos donde las propiedades positivas no físicas de w1 estarán ausentes, por lo que w1 no se contará como un mundo en el que el fisicalismo es verdadero. Daniel Stoljar se opone a esta respuesta al problema de los bloqueadores basándose en que, puesto que las propiedades no físicas de w1 no se instancian en un mundo en el que hay un bloqueador, no son propiedades positivas en el sentido de Chalmers, y por tanto, (3) contará a w1 como un mundo en el que el fisicalismo es verdadero después de todo.
Un problema adicional para las formulaciones del fisicalismo basadas en la superveniencia es el llamado «problema de los seres necesarios». Un ser necesario en este contexto es un ser no físico que existe en todos los mundos posibles (por ejemplo, lo que los teístas llaman Dios). Un ser necesario es compatible con todas las definiciones dadas, porque es superveniente a todo; sin embargo, suele considerarse que contradice la noción de que todo es físico. De modo que cualquier formulación del fisicalismo basada en la superveniencia en el mejor de los casos establecerá una condición necesaria pero no suficiente para el fisicalismo.
Se han planteado objeciones adicionales a las definiciones del fisicalismo basadas en la superveniencia proporcionadas anteriormente: por ejemplo, uno podría imaginar un mundo alternativo que difiere sólo por la presencia de una única molécula de amonio (o propiedad física) y, sin embargo, basándose en (1), tal mundo podría ser completamente diferente en términos de su distribución de propiedades mentales. Además, existen disputas sobre el estatus modal del fisicalismo: es decir, si el fisicalismo es una verdad necesaria o si sólo es verdad en un mundo que se ajusta a ciertas condiciones (es decir, las del fisicalismo).

### Realización fisicalismo
Estrechamente relacionado con el fisicalismo de superveniencia está el fisicalismo de realización, la tesis de que toda propiedad instanciada es o bien física o bien realizada mediante una propiedad física.

### Fisicalismo simbólico
El fisicalismo simbólico es la proposición de que «para cada particular real (objeto, evento o proceso) x, existe algún particular físico y tal que x = y». Se pretende captar la idea de «mecanismos físicos».  El fisicalismo simbólico es compatible con el dualismo de propiedades, en el que todas las sustancias son «físicas», pero los objetos físicos pueden tener propiedades mentales además de propiedades físicas. Sin embargo, el fisicalismo simbólico no es equivalente al fisicalismo de superveniencia. En primer lugar, el fisicalismo simbólico no implica un fisicalismo basado en la superveniencia porque el primero no descarta la posibilidad de propiedades no supervenientes (siempre que estén asociadas únicamente con particulares físicos). En segundo lugar, el fisicalismo basado en la superveniencia no implica un fisicalismo simbólico, ya que el primero permite objetos supervenientes (como una «nación» o «alma») que no son iguales a ningún objeto físico.

## Reduccionismo y emergentismo

### Reduccionismo
Hay múltiples versiones del reduccionismo. En el contexto del fisicalismo, las reducciones a las que se hace referencia son de naturaleza «lingüística», lo que permite que las discusiones sobre, por ejemplo, fenómenos mentales se traduzcan en discusiones sobre física. En una formulación, cada concepto se analiza en términos de un concepto físico. Un contraargumento a esto supone que puede haber una clase adicional de expresiones que no son físicas pero que aumentan el poder expresivo de una teoría. Otra versión del reduccionismo se basa en el requisito de que una teoría (mental o física) sea lógicamente derivable de una segunda.
La combinación del reduccionismo y el fisicalismo suele denominarse fisicalismo reductivo en la filosofía de la mente. La visión opuesta es el fisicalismo no reductivo. El fisicalismo reductivo es la opinión de que los estados mentales no son más que estados físicos y son reducibles a estados físicos. Una versión del fisicalismo reduccionista es el fisicalismo de tipo, o teoría de la identidad mente-cuerpo. El fisicalismo tipo afirma que «para cada propiedad F efectivamente instanciada, existe alguna propiedad física G tal que F = G». A diferencia del fisicalismo simbólico, el fisicalismo de tipo implica un fisicalismo de superveniencia. 
Otro argumento común en contra del fisicalismo de tipo es la realización múltiple, la posibilidad de que un proceso psicológico (digamos) pueda ser instanciado por muchos procesos neurológicos diferentes (incluso procesos no neurológicos, en el caso de la inteligencia artificial o alienígena). Porque en este caso, los términos neurológicos que traducen un término psicológico deben ser disyunciones sobre las posibles instanciaciones, y se argumenta que ninguna ley física puede utilizar estas disyunciones como términos. El fisicalismo de tipo fue el objetivo original del argumento de la realización múltiple, y no está claro que el fisicalismo simbólico sea susceptible a objeciones provenientes de la realización múltiple.

### Emergentismo
Hay dos versiones del emergentismo, la versión fuerte y la versión débil. El fisicalismo de superveniencia ha sido visto como una versión fuerte del emergentismo, en el que la experiencia psicológica del sujeto se considera genuinamente novedosa. El fisicalismo no reductivo, por otro lado, es una versión débil del emergentismo porque no necesita que la experiencia psicológica del sujeto sea novedosa. La versión fuerte del emergentismo es incompatible con el fisicalismo. Dado que existen estados mentales novedosos, los estados mentales no son nada más que los estados físicos. Pero la versión débil del emergentismo es compatible con el fisicalismo.
El emergentismo es una perspectiva muy amplia. Algunas formas parecen incompatibles con el fisicalismo o equivalentes a él (por ejemplo, el fisicalismo a posteriori); otras parecen fusionar tanto eldualismo como la superveniencia. El emergentismo compatible con el dualismo afirma que los estados mentales y los estados físicos son metafísicamente distintos, al mismo tiempo que mantiene la superveniencia de los estados mentales sobre los estados físicos. Pero esto contradice el fisicalismo de superveniencia, que niega el dualismo.

## Fisicalismoa prioriversus fisicalismoa posteriori
Los fisicalistas sostienen que el fisicalismo es verdadero. Una pregunta natural para los fisicalistas, entonces, es si la verdad del fisicalismo es deducible a priori de la naturaleza del mundo físico (es decir, si la inferencia se justifica independientemente de la experiencia, aunque la naturaleza del mundo físico sólo pueda determinarse a través de experiencia) o sólo puede deducirse a posteriori (es decir, si la justificación de la inferencia en sí depende de la experiencia). Los llamados «fisicalistas a priori» sostienen que a partir del conocimiento de la conjunción de todas las verdades físicas, una verdad de totalidad o una verdad de que «eso es todo» (para descartar epifenómenos no físicos y forzar el cierre del mundo físico), y algunas verdades indexicales primitivas como «yo soy A» y «ahora es B», la verdad del fisicalismo es cognoscible a priori. Sea «P» la conjunción de todas las verdades y leyes físicas, «T» la verdad que eso-es-todo, «I» las verdades indexicales de «centrado» y «N» cualquier verdad [presumiblemente no física] en el mundo real. Entonces, usando el condicional material «→», podemos representar el fisicalismo a priori como la tesis de que PTI → N es cognocible a priori. Un problema importante aquí es que los conceptos en N deben poseerse de manera no deferente para que PTI → N sea cognocible a priori. La sugerencia, entonces, es que la posesión de los conceptos en el consecuente, más la información empírica del antecedente, es suficiente para que el consecuente sea cognocible a priori.
Un «fisicalista a posteriori», por otro lado, rechazará la afirmación de que PTI → N sea cognocible a priori. Más bien, sostendrían que la inferencia de PTI a N está justificada por consideraciones metafísicas que a su vez pueden derivarse de la experiencia. Entonces, la afirmación es que «PTI y no N» es metafísicamente imposible.
Un desafío comúnmente planteado al fisicalismo a priori y al fisicalismo en general es el «argumento de la concebibilidad», o argumento zombi. A grandes rasgos, el argumento de la concebibilidad se desarrolla de la siguiente manera:
Premisa 1, P1) PTI y no Q (donde «Q» representa la conjunción de todas las verdades sobre la conciencia, o alguna verdad «genérica» acerca de que alguien es «fenoménicamente» consciente [es decir, hay «algo que es como» ser una persona x]) es concebible (es decir, no es cognoscible a priori que PTI y no Q sea falso).
P2) Si PTI y no Q es concebible, entonces PTI y no Q es metafísicamente posible.
P3) Si PTI y no Q es metafísicamente posible, entonces el fisicalismo es falso.
C) El fisicalismo es falso.
Aquí la premisa P3 es una aplicación directa de la superveniencia de la conciencia y, por tanto, de cualquier versión del fisicalismo basada en la superveniencia: si PTI y no Q es posible, entonces hay algún mundo posible en el que es verdadera. Este mundo difiere de [la indexación relevante sobre] nuestro mundo, donde el PTIQ es verdad. Pero el otro mundo es un duplicado físico mínimo de nuestro mundo, porque allí PT es cierto. Entonces, existe un mundo posible que es un duplicado físico mínimo de nuestro mundo, pero no un duplicado completo; esto contradice la definición de fisicalismo que vimos anteriormente.
Dado que los fisicalistas a priori sostienen que PTI → N es a priori, se comprometen a negar P1 del argumento de concebibilidad. El fisicalista a priori, entonces, debe argumentar que PTI y no Q, bajo una reflexión racional ideal, es incoherente o contradictorio.
Los fisicalistas a posteriori, por otra parte, generalmente aceptan P1 pero niegan P2 —el paso de la «concebibilidad a la posibilidad metafísica»—. Algunos fisicalistas a posteriori piensan que, a diferencia de la posesión de la mayoría de los demás conceptos empíricos, si no de todos, la posesión de la conciencia tiene la propiedad especial de que la presencia de PTI y la ausencia de conciencia será concebible —aunque, según ellos, es cognoscible a posteriori que PTI y no Q no es metafísicamente posible. Estos fisicalistas a posteriori avalan alguna versión de lo que Daniel Stoljar (2005) ha llamado «la estrategia del concepto fenoménico». En términos generales, la estrategia del concepto fenoménico es una etiqueta para aquellos fisicalistas a posteriori que intentan demostrar que es sólo el concepto de conciencia —no la propiedad— lo que es de alguna manera «especial» o sui generis. Otros fisicalistas a posteriori evitan la estrategia del concepto fenoménico y sostienen que incluso verdades macroscópicas ordinarias como «el agua cubre el 60 % de la superficie de la Tierra» no son cognoscibles a priori a partir de PTI y una comprensión no deferente de los conceptos «agua» y «tierra», etcétera. Si esto es correcto, entonces deberíamos concluir (probablemente) que la concebibilidad no implica posibilidad metafísica, y que P2 del argumento de la concebibilidad contra el fisicalismo es falsa.

## Otros puntos de vista

### Fisicalismo realista
El fisicalismo realista o monismo realista de Galen Strawson implica el pampsiquismo, o al menos micropsiquismo. Strawson sostiene que «muchos —quizás la mayoría— de aquellos que se llaman a sí mismos fisicalistas o materialistas [están erróneamente] comprometidos con la tesis de que la materia física es, en sí misma, en su naturaleza fundamental, algo total y absolutamente no experiencial... incluso cuando están dispuestos a admitir con Eddington que la materia física tiene, en sí misma, “una naturaleza capaz de manifestarse como actividad mental”, es decir, como experiencia o conciencia». Debido a que los fenómenos experienciales supuestamente no pueden emerger de fenómenos totalmente no experienciales, los filósofos se ven impulsados hacia el dualismo de sustancias, el dualismo de propiedades, el materialismo eliminativo y «todos los demás intentos locos de reducción total de lo mental a lo no mental».
«Los fisicalistas reales deben aceptar que al menos algunos elementos fundamentales involucran intrínsecamente a la experiencia. Deben al menos abrazar el micropsiquismo. Dado que todo lo concreto es físico, y que todo lo físico está constituido por elementos físicos fundamentales, y que la experiencia es parte de la realidad concreta, parece ser la única posición razonable, más que una mera “inferencia a la mejor explicación”... El micropsiquismo todavía no es pampsiquismo, porque tal como están las cosas, los fisicalistas realistas pueden conjeturar que solo algunos tipos de elementos fundamentales son intrínsecamente experienciales. Pero deben admitir que el pampsiquismo puede ser cierto, y el gran paso ya se ha dado con el micropsiquismo, la admisión de que al menos algunos elementos fundamentales deben ser experienciales. “Y si la esencia más íntima de las cosas se nos revelara”, creo que la idea de que algunos, pero no todos, los elementos físicos fundamentales son experienciales se parecería a la idea de que algunos, pero no todos, los elementos físicos fundamentales son espaciotemporales (suponiendo que el espacio-tiempo es de hecho una característica fundamental de la realidad). Apostaría mucho en contra de que haya una heterogeneidad tan radical en el fondo mismo de las cosas. De hecho (para discrepar de mi yo anterior), es difícil ver por qué esta visión no contaría como una forma de dualismo... Así que ahora puedo decir que el fisicalismo, es decir, el fisicalismo real, implica panexperiencialismo o pampsiquismo. Toda la materia física es energía, en una forma u otra, y toda energía, sospecho, es un fenómeno que involucra la experiencia. Esto me sonaba loco durante mucho tiempo, pero estoy bastante acostumbrado, ahora que sé que no hay otra alternativa que el “dualismo de sustancias”... El fisicalismo real, el fisicalismo realista, implica pampsiquismo, y cualquier problema que surja de este hecho son problemas que un fisicalista real debe enfrentar».
—Galen Strawson, Consciousness and Its Place in Nature: Does Physicalism Entail Panpsychism?

## Algunas críticas
El dilema de Hempel es una pregunta planteada por primera vez —al menos que se tenga constancia— por el filósofo Carl Gustav Hempel. Tiene relevancia para el así llamado "naturalismo filosófico" así como para el "fisicalismo".
El dilema cuestiona cómo puede utilizarse el lenguaje de la física para describir con precisión la ontología, dado que depende de la imperfecta lingüística humana, o como declaró Hempel:
La tesis del fisicalismo parecería requerir un lenguaje en el cual se pueda formular una teoría verdadera de todos los fenómenos físicos. Pero no está del todo claro qué se entiende aquí por "fenómeno físico", especialmente en el contexto de una doctrina que ha tomado un giro decididamente lingüístico."